# Обергеклер
Обергеклер (нем. Obergeckler) — община в Германии, в земле Рейнланд-Пфальц. 
Входит в состав района Айфель-Битбург-Прюм. Подчиняется управлению Нойербург.  Население составляет 170 человек (на 31 декабря 2010 года). Занимает площадь 6,35 км².